# Relaciones China-Santa Sede
Las relaciones diplomáticas entre la Santa Sede y la República Popular China han sido inexistentes desde 1951. Sin embargo, en septiembre de 2018, China y la Santa Sede firmaron un acuerdo que permite al Romano Pontífice nombrar y vetar a los obispos aprobados por el Partido Comunista de China. En la actualidad, los asuntos de la República Popular China en la Santa Sede son gestionados por la embajada china en Italia.

## Historia
La Iglesia Católica de China y el Partido Comunista de China no tienen relaciones de alto nivel antes de 1949, pero también hubo iglesias católicas en las zonas controladas por el Partido Comunista de China (como la zona fronteriza de Shaanxi-Gansu-Ningxia, zona fronteriza Jinchaji) a partir de la Guerra de Resistencia a la Segunda Guerra Civil Kuomintang. 
Durante el establecimiento del Frente Unido Nacional Anti-Japonés, el Partido Comunista de China incluyó la libertad de creencia religiosa en el alcance del frente unido y creía que "ganar al pueblo es una tarea que nuestro partido no puede ignorar". Durante la Guerra de Resistencia contra Japón, no hubo conflictos importantes entre las dos partes.
Durante la Guerra de Resistencia contra Japón en julio de 1942, la República de China y la Santa Sede establecieron relaciones diplomáticas. En 1946, el año en que estalló la Segunda Guerra Civil entre el Kuomintang y el Partido Comunista, el Papa romano anunció la implementación del "Sistema Sagrado" en China, dividiendo a China en 20 arquidiócesis y 138 diócesis. En el mismo año, el gobierno nacional de la República de China y la Santa Sede fueron nombrados Xieshou Kang, Antonio Riberi (Antonio Riberi) dirigido en cualquier otro ministro.
En el contexto de la Guerra Fría, la Santa Sede creía que el Partido Comunista que creía en el ateísmo era su mayor enemigo ideológico. En 1948, en las elecciones parlamentarias italianas debido a la posibilidad de que el Partido Comunista italiano ganara, el Papa Pío XII convocó públicamente a los católicos con derecho a votar para derrotar al Partido Comunista en las elecciones y elegir candidatos que apoyen la ley eclesiástica y los derechos de la iglesia; si los católicos no participan La elección es un delito grave de conciencia. El 1 de julio de 1949, el Sacerdocio de la Santa Sede emitió tres edictos anticomunistas a los católicos italianos: "A los católicos no se les permite unirse al Partido Comunista; a los católicos no se les permite propagarse ni leer libros que respalden la teoría del comunismo; si se violan los dos puntos anteriores, no se pueden aceptar el sacramento.
El gobierno de Pekín rompió las relaciones diplomáticas con la Santa Sede en 1951 después de un incidente complicado. A lo largo de 1950 y 1951, China había estado presionando a la Santa Sede al amenazar con una ruptura de "católicos independientes", pero muchos sacerdotes se opusieron al movimiento, y Zhou Enlai buscó un punto medio. Entonces se produjo una controversia mortal: un sacerdote que trabajaba en la internunciatura de la Santa Sede (legación) había arrojado un viejo mortero de la década de 1930 en un montón de basura fuera de su casa. Un hombre de negocios llamado Antonio Riva descubrió el mortero y llevó una pieza que no funcionaba a su casa para exhibirlo como una antigüedad. Cuando los funcionarios comunistas vieron la curiosidad de Riva en su casa, lo arrestaron por conspiración para asesinar a Mao Zedong, lo que Riva negó. Riva fue ejecutado y la misión diplomática de la Santa Sede fue desterrada del país por "espionaje". Tarcisio Martina, el prefecto apostólico regional, fue sentenciado a cadena perpetua y murió en 1961 mientras que otros cuatro "conspiradores" recibieron sentencias más cortas.
El gobierno de Pekín ha establecido dos condiciones para restablecer las relaciones: que la Santa Sede "no interfiera en asuntos religiosos en China" y que, de acuerdo con la política de Una China de Pekín, rompa los lazos con el gobierno de Taipei que estableció después del expulsión del arzobispo Riberi, vínculos que, desde el reconocimiento de las Naciones Unidas del gobierno de Pekín como el gobierno de China, ahora se mantiene solo al nivel de encargado de negocios. La Santa Sede ha indicado que no tendría dificultades con respecto a la segunda condición, pero requiere una discusión sobre el significado concreto de la primera. El principal punto de discusión se refiere a la designación de obispos católicos en China continental, que ahora son nombrados por la Asociación Católica Patriótica China (CPCA), en algunos períodos de acuerdo con la Santa Sede, en otros momentos en oposición directa a sus deseos declarados. La posición del gobierno de la RPC es que los obispos deben ser nombrados por sí mismos; La posición de la Santa Sede es que los obispos solo pueden ser nombrados por el Papa, mientras se prevé en algunos casos una forma de consulta con las autoridades civiles.
La Santa Sede hizo esfuerzos en 2007 para crear lazos formales con la RPC. Los obispos de alto rango en la Iglesia Católica Romana implicaron que tal movimiento diplomático era posible, basado en que la República Popular China concediera más libertad de religión e interfiriera menos en la jerarquía de la iglesia en China continental. En septiembre de 2007, se dijo que el nombramiento del padre Joseph Li Shan por las autoridades de la RPC fue "aprobado tácitamente" por la Santa Sede. En mayo de 2008, la Orquesta Filarmónica de China de China continental realizó un concierto para el Papa dentro del Vaticano, lo que llevó a los analistas a hablar de un "acercamiento creciente" entre los dos países. El 8 de abril de 2011, el Financial Times informó que el Barón Von Pfetten organizó la primera discusión importante a nivel de liderazgo durante un seminario a puerta cerrada de tres días en su castillo francés, donde una delegación visitante china de alto rango se reunió con Monseñor Balestrero, el entonces subsecretario de Relaciones de la Santa Sede con Estados Desde la toma de posesión del Papa Francisco en marzo de 2013, ha expresado públicamente su deseo de visitar China y mejorar la relación entre China y la Santa Sede en una entrevista con los medios. También se informó que en una visita papal a Corea del Sur en agosto de 2014, China abrió su espacio aéreo al avión del Papa, y mientras cruzaba el espacio aéreo chino, el Papa envió un telegrama expresando sus "mejores deseos" al pueblo chino.
A fines de la década de 1990, los funcionarios de la Arquidiócesis Católica Romana de Pekín plantearon la posibilidad de que algún día pudiera ser utilizada como embajada de la Santa Sede como una razón contra la demolición de una mansión abandonada arquitectónicamente distintiva perteneciente a la arquidiócesis (la supuesta casa embrujada en Chaonei No 81).
En enero de 2018, la Iglesia estuvo a punto de negociar un acuerdo con China que le permite a China tener más control sobre las iglesias subterráneas y le permite a la Santa Sede tener más control sobre el nombramiento de obispos. Si bien esto no equivalía al establecimiento de lazos diplomáticos formales, esto se vio como un gran paso hacia el reconocimiento formal. Sin embargo, Joseph Zen Ze-kiun consideró el calentamiento de las relaciones diplomáticas como la venta de la Iglesia Católica en China, ya que el proceso implica la renuncia de varios obispos de la iglesia clandestina. La Comisión de Justicia y Paz de la Diócesis Católica de Hong Kong celebró una vigilia en respuesta del 12 al 13 de febrero en la Iglesia de San Buenaventura.

## Acuerdo de la Santa Sede 2018 con China
El 22 de septiembre de 2018, China y la Santa Sede firmaron un acuerdo histórico sobre el nombramiento de obispos en China. El Ministerio de Relaciones Exteriores de China dijo que el acuerdo supone mantener las comunicaciones y mejorar las relaciones entre ambas partes. No se establecieron relaciones diplomáticas entre ambos estados, ya que el Vaticano mantiene lazos diplomáticos con la República de China en Taiwán, que la República Popular de China no reconoce. El portavoz de la Santa Sede Greg Burke describió el acuerdo como "no político sino pastoral, permitiendo a los fieles tener obispos en comunión con Roma pero al mismo tiempo reconocidos por las autoridades chinas". Si bien el acuerdo establece que China recomendará obispos antes de ser nombrados por el Papa, también estipula que el Papa tiene autoridad para vetar a un obispo que China recomiende. Poco después a la firma del acuerdo, el papa Francisco reconoció a siete obispos que habían sido nombrados anteriormente por Pekín, tras retirar las censuras que la iglesia mantenía contra esos seis obispos, más uno más, que había fallecido recientemente. Todos ellos habían recibido la consagración episcopal sin la aprobación papal. El 23 de septiembre, la Iglesia Católica en China se comprometió a permanecer leal al Partido Comunista Chino. El 26 de septiembre, en una carta a los católicos chinos, el papa Francisco escribió:
A nivel civil y político, los católicos chinos deben ser buenos ciudadanos, amar a su tierra natal y servir a su país con diligencia y honestidad, lo mejor que puedan. A nivel ético, deben ser conscientes de que muchos de sus conciudadanos esperan de ellos un mayor compromiso al servicio del bien común y al crecimiento armonioso de la sociedad en su conjunto. En particular, los católicos deben hacer una contribución profética y constructiva nacida de su fe en el reino de Dios. A veces, esto también puede requerir de ellos el esfuerzo de ofrecer una palabra de crítica, no por oposición estéril, sino por el bien de construir una sociedad que sea más justa, humana y respetuosa de la dignidad de cada persona.
El acuerdo refleja el antiguo deseo del gobierno chino de poner fin al reconocimiento otorgado por la Santa Sede al gobierno en Taiwán, incluso cuando el gobierno del Secretario General Xi Jinping continúa la campaña, lanzada en la primavera de 2018, para aumentar el control de las instituciones religiosas extranjeras. En octubre de 2018, los funcionarios del gobierno local chino destruyeron dos santuarios marianos, uno en Shanxi y otro en Guizhou.
El 14 de febrero de 2020, el ministro de Relaciones Exteriores de China, Wang Yi, y el arzobispo Paul Gallagher, secretario de Relaciones con los Estados de la Santa Sede, se reunieron mientras ambos asistían a una reunión de la Conferencia de Seguridad de Munich. Fue la reunión de más alto nivel entre los dos estados desde 1949. En julio de 2020, una empresa de ciberseguridad afirmó que los piratas informáticos chinos respaldados por el estado se habían infiltrado en las redes informáticas del Estado vaticano.